# Montbenoît
Montbenoît – miejscowość i gmina we Francji, w regionie Burgundia-Franche-Comté, w departamencie Doubs.
Według danych na rok 1990 gminę zamieszkiwało 238 osób, a gęstość zaludnienia wynosiła 47 osób/km² (wśród 1786 gmin Franche-Comté Montbenoît plasuje się na 509. miejscu pod względem liczby ludności, natomiast pod względem powierzchni na miejscu 802.).

## Bibliografia

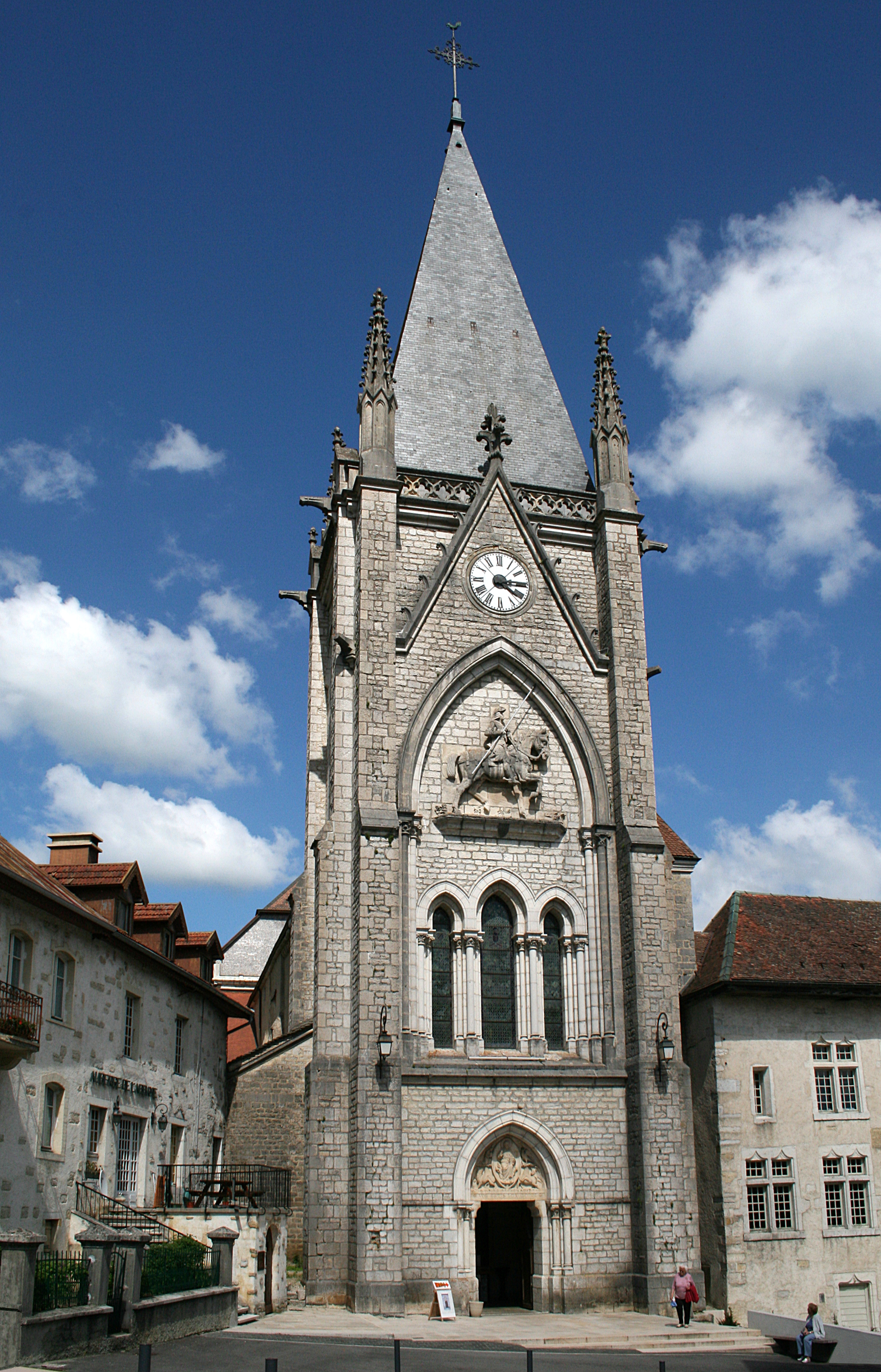
Kościół (XI-XX w.)